# Lyndsy Fonseca
Lyndsy Marie Fonseca (Oakland, California, 7 de enero de 1987) es una actriz estadounidense. Es conocida por el público gracias a su aparición en series de gran audiencia como How I Met Your Mother o Desperate Housewives.

## Carrera
Comenzó su carrera en la serie de la cadena CBS The Young and the Restless interpretando a Colleen Carlton desde 2001 hasta 2005.
Fue ese año cuando empezó a interpretar a Penny, la hija de Ted Mosby en la sitcom How I Met Your Mother, rol que desempeñó hasta el final de esta en 2014.
Después entró a formar parte del elenco de la serie de la ABC Desperate Housewives durante la cuarta temporada, interpretando a Dylan Mayfair, la hija del personaje de la actriz Dana Delany. También participó en la serie Big Love de HBO donde interpretó a Donna. 
En 2010 consigue su primer papel protagonista junto a Maggie Q en la serie de CW  Nikita, en la que participa hasta 2013.
En cine ganó fama al interpretar a Katie Deauxma en la película Kick-Ass, estrenada en 2010 y en la secuela de 2013. También en 2010 participa en la película Hot Tub Time Machine como Jenny.
A comienzos de 2015 aparece en el rol recurrente de Angie Martinelli en la serie de Marvel Studios Agent Carter.

## Vida personal
Fonseca nació en Oakland, California, y es hija de Lima Lynn y James Victor Fonseca. Tiene ascendencia portuguesa.
Fonseca se graduó en la Barbizon Modeling and Acting School de San Francisco.
En abril de 2009 se casó con Matthew Smiley, del que se divorció en 2013.
En febrero de 2016 la actriz anunció su compromiso con su compañero de reparto en Nikita Noah Bean. La pareja contrajo matrimonio en octubre de ese mismo año.
En septiembre de 2017 se anuncia que la actriz está embarazada de su primer hijo. Fonseca da a luz a la primera hija de la pareja, Greta Lilia Bean, el 2 de febrero de 2018. Su segunda hija, Evelyn Estella Bean, nació el 20 de junio de 2022.

## Filmografía
| Año  | Título                | Personaje     | Anotaciones |
| ---- | --------------------- | ------------- | ----------- |
| 2006 | Intellectual Property | Jenny         |             |
| 2006 | Remember the Daze     | Dawn          |             |
| 2010 | Hot Tub Time Machine  | Jenny         |             |
| 2010 | Kick-Ass              | Katie Deauxma |             |
| 2010 | Fort McCoy            | Anna Gerkey   |             |
| 2010 | The Ward              | Iris          |             |
| 2013 | Kick-Ass 2            | Katie Deauxma |             |
| 2015 | Moments of Clarity    | Danielle      |             |
| 2015 | The Escort            | Natalie       |             |
| 2016 | Moments of Clarity    | Danielle      |             |
| 2017 | Curvature             | Helen         |             |

| Año        | Título                               | Personaje         | Anotaciones                                                                            |
| ---------- | ------------------------------------ | ----------------- | -------------------------------------------------------------------------------------- |
| 2001- 2005 | The Young and the Restless           | Colleen Carlton   | 84 episodios                                                                           |
| 2003       | Boston Public (Profesores de Boston) | Jenn Cardell      | 4 episodios                                                                            |
| 2004       | Malcolm in the Middle                | Olivia            |                                                                                        |
| 2004       | NYPD Blue                            | Madison Bernstein |                                                                                        |
| 2005- 2014 | How I Met Your Mother                | Penny Mosby       | 65 episodios                                                                           |
| 2005       | I Do, They Don't                     | Sandy Barber      | Telefilm                                                                               |
| 2005       | Cyber Seduction: His Secret Life     | Amy               |                                                                                        |
| 2005       | Ordinary Miracles                    | Sally Powell      |                                                                                        |
| 2006- 2007 | Big Love                             | Donna             | 6 episodios                                                                            |
| 2006       | Waterfront                           | Annabelle Marks   | 5 episodios                                                                            |
| 2006       | Scarlett                             | Kasey             |                                                                                        |
| 2006       | Phil of the Future                   | Kristy            |                                                                                        |
| 2007       | Close to Home (Justicia cerrada)     | Jessica Conlon    |                                                                                        |
| 2007       | CSI: Crime Scene Investigation       | Megan Cooper      | Episodio: 7x17 "Ídolos caídos"                                                         |
| 2007       | House M.D.                           | Addie             | Episodio: 3x22 "Resignación"                                                           |
| 2007       | Heroes                               | April             | Episodio: 2x01 "Cuatro meses después..."                                               |
| 2007       | Desperate Housewives                 | Dylan Mayfair     | 18 episodios. Personaje regular (Temporada 4) + Personaje episódico (Temporadas 5 y 6) |
| 2008       | Austin Golden Hour                   | Lane              |                                                                                        |
| 2009       | The Fish Tank                        | Jessie            |                                                                                        |
| 2010-2013  | Nikita                               | Alex Udinov       | Protagonista (73 episodios)                                                            |
| 2011       | Five                                 | Cheyanne          | Película para televisión                                                               |
| 2015       | Marvel's Agent Carter                | Angie Martinelli  | Rol recurrente                                                                         |
| 2015-2016  | Grandfathered                        |                   | 2 episodios                                                                            |
| 2016       | RePlay                               | Allison           | Protagonista (12 episodios)                                                            |
| 2016       | The World's Biggest Asshole          | Sarah             | Cortometraje para TV                                                                   |
| 2016       | Pitch                                | Cara              | Episodio: "Wear It"                                                                    |
| 2017       | The Haunted                          | Juno Bradley      | Película para televisión (Syfy)                                                        |
| 2018       | My 'Friend' Mick                     | Fiona             | Cortometraje                                                                           |
| 2021       | Turner & Hootch                      | Elena Turner      | Papel principal                                                                        |